# Goran Ljubojević
Goran Ljubojević (ur. 4 maja 1983 w Osijeku) – piłkarz chorwacki grający na pozycji napastnika.
Ljubojević urodził się w Osijeku i w tym mieście zaczynał swoją piłkarską karierę w miejscowym klubie NK Osijek. W pierwszym zespole zadebiutował w wieku 16 lat. Fakt ten miał miejsce 11 kwietnia 2000 roku w wygranym 3:0 meczu z Cibalią. Był to wówczas jedyny mecz Ljubojevicia w sezonie 1999/2000. Następnie zawodnik ogrywał się w rezerwach klubu z Osijeku i stopniowo był włączany do składu. W sezonie 2002/2003 wrócił do pierwszej drużyny. Zagrał 20 meczów ligowych i zdobył 6 bramek, jego klub zajął 8. miejsce w lidze. W sezonie 2003/2004 Osijek zajął wysokie 4. miejsce w lidze. Ljubojević zdobył 16 goli, a więcej bramek od niego zdobył tylko jego klubowy partner z zespołu Robert Špehar (18 goli).
Latem 2004 Ljubojević trafił do stołecznego Dinama, które zajęło 7. miejsce w lidze, a Ljubojević zdobył 9 bramek. W sezonie 2005/2006 stołeczny zespół został mistrzem Chorwacji, a Ljubojević miał w tym udział tylko w rundzie jesiennej, gdyż na wiosnę został wypożyczony do szwajcarskiego klubu FC St. Gallen. Latem 2006 powrócił do zespołu Dinama. Dinamo jako mistrz kraju brał udział w kwalifikacjach do Ligi Mistrzów. Ljubojević ustrzelił hat-tricka w spotkaniu II rundy eliminacyjnej w wygranym 5:2 meczu z mistrzem Litwy, Ekranasem Poniewież.
W styczniu 2007 Ljubojević ponownie wyjechał za granicę, tym razem za 500 tysięcy został sprzedany do Racingu Genk. W 2007 roku wywalczył z nim wicemistrzostwo kraju, a w 2009 roku zdobył Puchar Belgii.
W 2010 roku Chorwat wrócił do ojczyzny i przez pół roku grał w NK Zagreb. Drugą połowę 2010 roku spędził w szwedzkim AIK Fotboll, a w 2011 roku powrócił do NK Osijek. W 2012 roku przeszedł do FCM Târgu Mureș, a następnie do Naftu Teheran. W sezonie 2013/2014 grał w Osijeku, a w sezonie 2014/2015 był zawodnikiem singapurskiego klubu Balestier Khalsa. W 2015 przeszedł do indonezyjskiego Sriwijaya FC.
Ljubojević w swojej karierze grał w młodzieżowych reprezentacjach Chorwacji: U-15, U-16, U-17, U-19, U-20 i U-21.

## Kariera
| Sezon   | Klub             | Kraj       | Rozgrywki       | Mecze | Bramki |
| ------- | ---------------- | ---------- | --------------- | ----- | ------ |
| 1999/00 | NK Osijek        | Chorwacja  | Prva HNL        | 1     | 0      |
| 2000/01 | NK Osijek        | Chorwacja  | Prva HNL        | 6     | 0      |
| 2001/02 | NK Osijek        | Chorwacja  | Prva HNL        | 7     | 1      |
| 2002/03 | NK Osijek        | Chorwacja  | Prva HNL        | 20    | 6      |
| 2003/04 | NK Osijek        | Chorwacja  | Prva HNL        | 31    | 16     |
| 2004/05 | Dinamo Zagrzeb   | Chorwacja  | Prva HNL        | 25    | 9      |
| 2005/06 | Dinamo Zagrzeb   | Chorwacja  | Prva HNL        | 11    | 1      |
| 2005/06 | FC St. Gallen    | Szwajcaria | Super League    | 17    | 5      |
| 2006/07 | Dinamo Zagrzeb   | Chorwacja  | Prva HNL        | 5     | 3      |
| 2006/07 | Racing Genk      | Belgia     | Eerste Klasse   | 27    | 11     |
| 2007/08 | Racing Genk      | Belgia     | Eerste Klasse   | 4     | 1      |
| 2008/09 | Racing Genk      | Belgia     | Eerste Klasse   | 7     | 0      |
| 2009/10 | NK Zagreb        | Chorwacja  | Prva HNL        | 12    | 6      |
| 2010    | AIK Fotboll      | Szwecja    | Allsvenskan     | 12    | 3      |
| 2010/11 | NK Osijek        | Chorwacja  | Prva HNL        | 11    | 1      |
| 2011/12 | NK Osijek        | Chorwacja  | Prva HNL        | 14    | 5      |
| 2011/12 | FCM Târgu Mureș  | Rumunia    | Liga I          | 9     | 1      |
| 2012/13 | Naft Teheran     | Iran       | Iran Pro League | 23    | 6      |
| 2013/14 | NK Osijek        | Chorwacja  | Prva HNL        | 20    | 8      |
| 2014/15 | Balestier Khalsa | Singapur   | S-League        | 27    | 20     |
| 2015    | Sriwijaya FC     | Indonezja  | Super League    | 3     | 3      |
| 2016/17 | NK Vinogradar    | Chorwacja  | Treća HNL       | 15    | 10     |
| 2017/18 | NK Trnje         | Chorwacja  | Treća HNL       | 9     | 2      |